# Eendenkroosoogstmachine

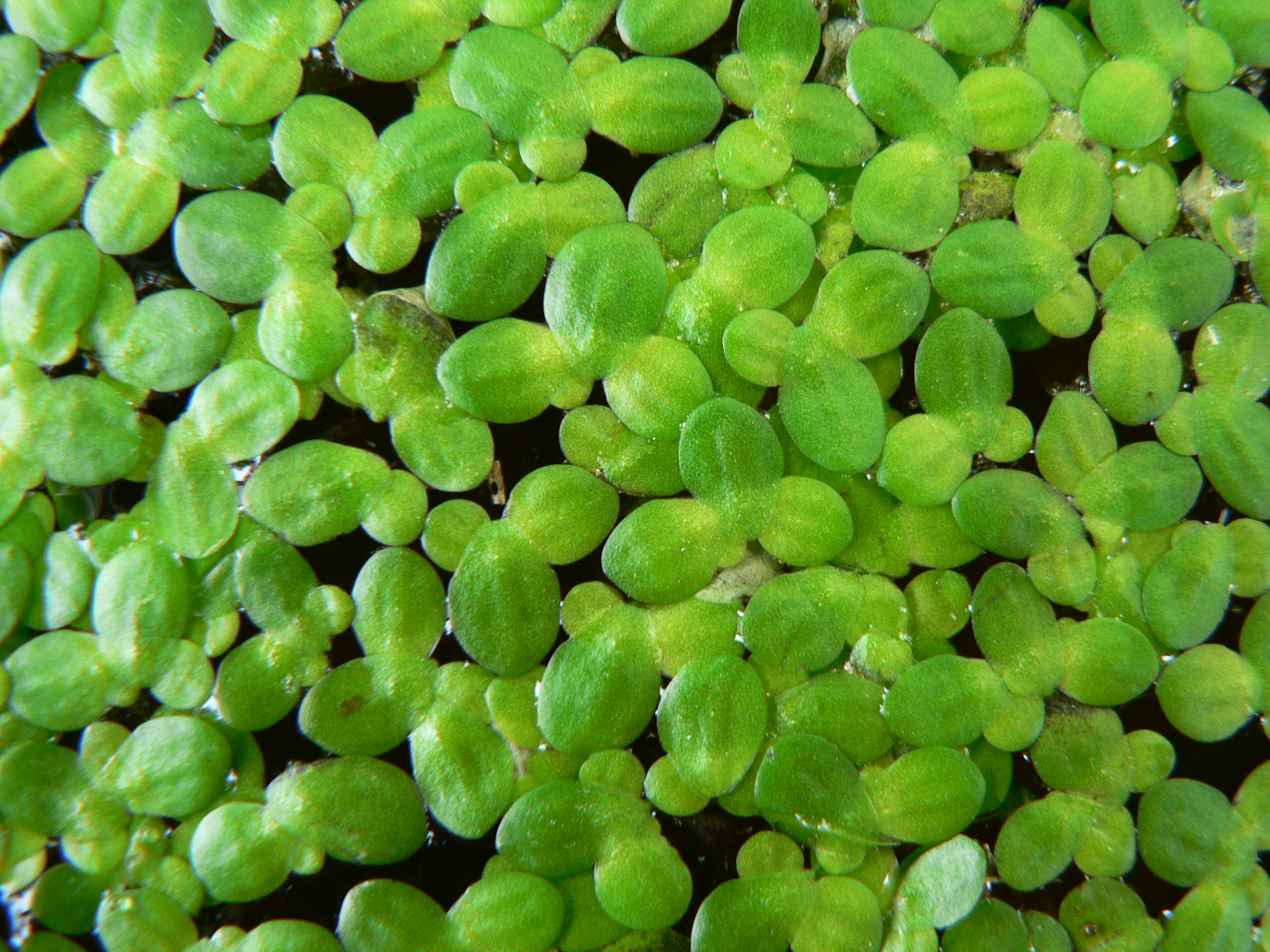
Klein kroos (Lemna minor)

Een eendenkroosoogstmachine is een machine om eendenkroos te oogsten. Dergelijk kroos is eiwitrijk en geschikt als voer voor koeien. Tegelijkertijd vormt het voor waterschappen een probleem, omdat kroos zich vaak ophoopt in watergangen.
Na de oogst wordt het eendenkroos geperst tot een drogestofgehalte van circa 50 procent en moet het verder verwerkt worden tot mengvoer. In april 2008 werd door studenten van de universiteit van Wageningen een prototype van een automatische eendenkroosoogstmachine te water gelaten. Dit apparaat werkt op zonne-energie en kan 24 uur per dag op een vaste plek eendenkroos uit het water halen.
Eendenkroos heeft een aantrekkelijk voedingswaardeprofiel:
- Droge stof oogst 10-30 ton per hectare per jaar
- Droge stof gehalte 5-10%
- Ruw eiwit 15-45%
- In-vitroverteerbaarheid organische stof 65-70%
- Verteerbaarheid eiwit 80%
- Kroos bevat een rijk palet aminozuren

De dierwetenschappengroep van de universiteit onderzoekt manieren om de planten voor diervoeding gereed te maken en te conserveren. Het is al gelukt het kroos in voerbrokjes te persen.